# Gisinea delhezi
Espèce
Gisinea delhezi est une espèce de collemboles de la famille des Neanuridae.

## Distribution
Cette espèce se rencontre en Belgique dans la grotte de Rosée, la grotte de Ramioul et la grotte aux Végétationset en Allemagne.

## Habitat
C'est une espèce cavernicole.

## Étymologie
Cette espèce est nommée en l'honneur de François Delhez.

## Publication originale
- Massoud, 1965 : Description d’un nouveau genre de Collembole cavernicole d’Europe. Annales de Spéléologie, vol. 20, no 3, p. 431–435.